# Liubîmivka, Huleaipole
Liubîmivka (în ucraineană Любимівка) este o comună în raionul Huleaipole, regiunea Zaporijjea, Ucraina, formată numai din satul de reședință.

## Demografie
Componența lingvistică a comunei Liubîmivka
     Ucraineană (94,18%)
     Rusă (5,39%)
     Alte limbi (0,43%)
Conform recensământului din 2001, majoritatea populației comunei Liubîmivka era vorbitoare de ucraineană (94,18%), existând în minoritate și vorbitori de rusă (5,39%).